# الصحة في هونغ كونغ
تعتبر هونغ كونغ واحدة من أكثر الأماكن الصحية في العالم. تتمتع هونغ كونغ بمتوسط عمر متوقع يبلغ 85.9 للإناث و 80 للرجال بسبب التعليم الصحي المبكر والخدمات الصحية المهنية ونظام الرعاية الصحية والأدوية المتطورة، وهو ثالث أعلى معدل في العالم (معدل الدول حسب متوسط العمر المتوقع)، كما يصل معدل وفيات الرضع إلى 2.73 حالة وفاة لكل 1000 ولادة، والذي يعتبر تاسع أدنى معدل في العالم. ومن المتوقع أن تنمو نسبة السكان الذين تزيد أعمارهم عن 65 سنة من 14 في المائة في عام 2013 إلى 18 في المائة في عام 2018، ومن المتوقع أن يزداد عدد الأشخاص الذين لديهم حالة صحية جيدة طويلة الأجل بنسبة 33 في المائة خلال نفس الفترة.
يبدو أن الصحة العقلية تشكل في هونغ كونغ مشكلة أكبر من الصحة البدنية. يُذكر أن عدد مرضى الصحة العقلية زاد بنسبة 2٪ إلى 4٪ كل عام منذ عام 2011 من 187,000 في 2011-12000 إلى 226,000 في 2015-16. يتحمل الضغط على الأطفال من نظام التعليم التنافسي وتوقعات الآباء المرتفع اللوم بسبب ارتفاع مستويات القلق والاكتئاب لدى الأطفال الصغار. وأُفيد بأن أطفال المدارس الابتدائية يقضون وقتُا أقل في اللعب في الهواء الطلق من السجناء المدانين.

## وزارة الصحة

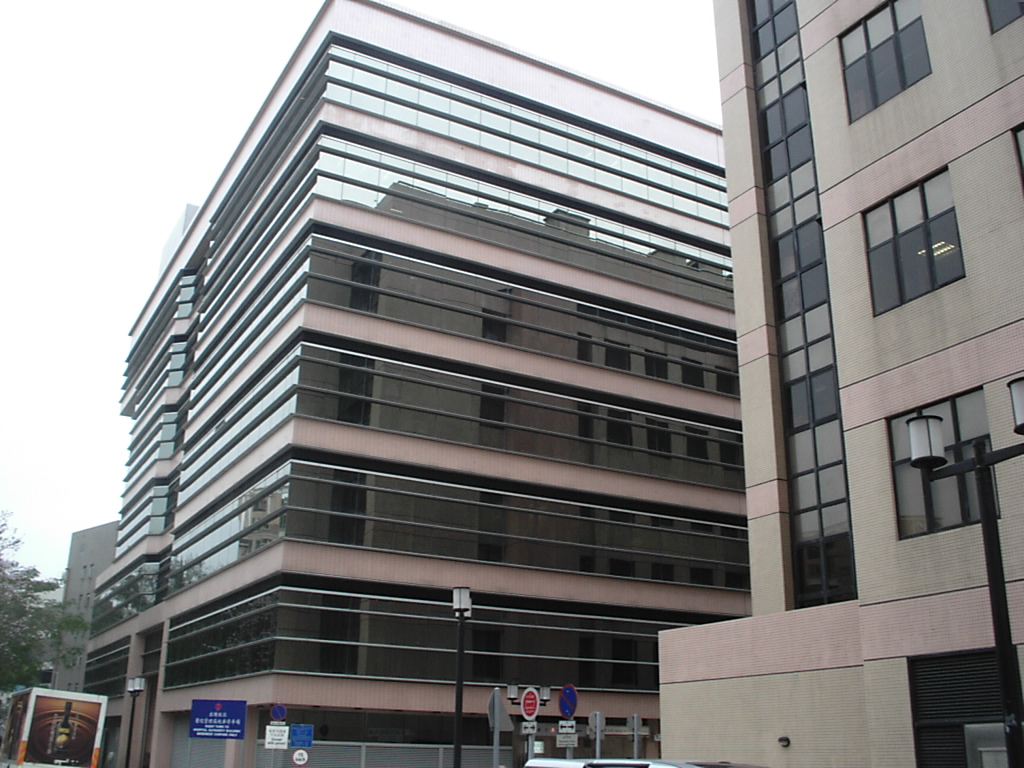
مستشفى تابعة لوزارة الصحة

تُعتبر وزارة الصحة، التابعة لمكتب الغذاء والصحة، المستشار الصحى لحكومة هونغ كونغ والذراع التنفيذى في التشريعات والسياسات الصحية، ويتمثل دورها الرئيسي في حماية صحة المجتمع من خلال الخدمات التعزيزية والوقائية والعلاجية والتأهيلية في هونغ كونغ. وتشمل الوظيفة الرئيسية للوزارة خدمة تقييم الطفل وبرامج التحصين وخدمات طب الأسنان وخدمات علم الطب الشرعي وتسجيل المتخصصين في الرعاية الصحية وما إلى ذلك، على الرغم من كون المجالس والهيئات الطبية في هونغ كونغ (المجلس الطبي لهونغ كونغ ونقابة الصيدلة ومجلس طب السموم في هونغ كونغ) مستقلة وهي هيئات قانونية منشأة بموجب المراسيم ذات الصلة التي تعمل بشكل مستقل للاضطلاع بمهامها القانونية.